# Claviscopulia facunda
Claviscopulia facunda är en svampdjursart som först beskrevs av Schmidt 1870.  Claviscopulia facunda ingår i släktet Claviscopulia och familjen Farreidae. Inga underarter finns listade i Catalogue of Life.